# 施文倡
施文倡（1986年10月3日—），為台灣男子單人花式滑冰選手。他兩次於全國花式滑冰錦標賽中奪牌，四次參加四大洲花式滑冰錦標賽。

### 競賽紀錄
| 結果           | 結果    | 結果    | 結果    | 結果    |
| 國際性         | 國際性  | 國際性  | 國際性  | 國際性  |
| 賽事           | 2008–09 | 2009–10 | 2010–11 | 2011–12 |
| -------------- | ------- | ------- | ------- | ------- |
| 四大洲         | 第24名  | 第20名  | 第19名  | 第27名  |
| 冬季世大運     | 第32名  |         |         |         |
| 亞洲冬季運動會 |         |         | 第10名  |         |
| 亞洲錦標賽     |         |         |         | 第7名   |
| 國家級         |         |         |         |         |
| 全國錦標賽     |         |         | 第1名   | 第1名   |

## 外部連結
维基共享资源上的相關多媒體資源：施文倡
- 施文倡在国际滑冰联盟的页面